# Vòng chung kết NBA
Vòng chung kết NBA (tiếng Anh: NBA Finals) là loạt giải vô địch hàng năm của Giải bóng rổ Nhà nghề Mỹ (NBA). Các nhà vô địch Liên đoàn miền Đông và Liên đoàn miền Tây thi đấu một loạt bảy trận thắng bốn (Best-of-7) để xác định nhà vô địch giải đấu. Đội chiến thắng trong loạt được trao giải thưởng Larry O'Brien Championship Trophy, giải thưởng thay thế Walter A. Brown Trophy ban đầu năm 1977, mặc dù dưới cùng một tên.
Loạt trận ban đầu được gọi là BAA Finals trước mùa giải 1949–50 khi Basketball Association of America (BAA) sát nhập với National Basketball League (NBL) để hình thành NBA. Cuộc thi chứng kiến các lần thay đổi tên tiếp theo thành NBA World Championship Series từ 1950 đến 1985, cũng như một khoảng thời gian ngắn là Showdown, trước khi đổi thành NBA Finals năm 1986. Kể từ năm 2018, nó đã chính thức được gọi là NBA Finals presented by YouTube TV vì lý do tài trợ.
Vòng chung kết NBA ban đầu được cấu trúc theo một thể thức 2–2–1–1–1. Năm 1985, để giảm bớt số lượng lần đi lại xuyên quốc gia, nó đã được đổi thành thể thức 2–3–2, trong đó hai trận đầu tiên và hai trận cuối cùng của loạt trận được chơi trên sân của đội kiếm được lợi thế sân nhà nhờ có thành tích tốt hơn trong mùa giải chính thức. Năm 2014, thể thức 2–2–1–1–1 format đã được khôi phục. Đội này đăng cai hai trận đầu và đội kia đăng cai hai trận tiếp theo. Nếu cần, ba trận còn lại được chơi luân phiên trên sân nhà của mỗi đội, bắt đầu từ đấu trường của đội có thành tích mùa giải thường xuyên tốt hơn.
Tổng cộng có 20 thương hiệu đã giành được chức vô địch NBA Finals, với Denver Nuggets giành danh hiệu gần đây nhất trong năm 2023. Los Angeles Lakers và Boston Celtics giữ kỷ lục về số lần vô địch nhiều nhất, cả hai đều 17 lần vô địch. Boston Celtics cũng giành được nhiều danh hiệu liên tiếp nhất, giành được tám danh hiệu liên tiếp từ năm 1959 đến năm 1966. Los Angeles Lakers đã thi đấu tại Vòng chung kết NBA nhiều lần nhất, với 32 lần. Liên đoàn miền Đông đã cung cấp nhiều nhà vô địch nhất, với 38 chiến thắng từ 11 thương hiệu; Liên đoàn miền Tây có 35, từ 9 nhượng quyền thương mại.